# Dél-Korea a 2012. évi nyári olimpiai játékokon
Dél-Korea a nagy-britanniai Londonban megrendezett 2012. évi nyári olimpiai játékok egyik részt vevő nemzete volt. Az országot az olimpián 25 sportágban 250 sportoló képviselte, akik összesen 28 érmet szereztek.

## Érmesek
| Érem  | Versenyző | Sportág       | Versenyszám                 |
| ----- | --- | ------------- | --------------------------- |
| Arany | Kim Hjonu | Birkózás      | Férfi kötöttfogás, 66 kg    |
| Arany | Kim Dzsebom | Cselgáncs     | Férfi váltósúly             |
| Arany | Szong Denam | Cselgáncs     | Férfi középsúly             |
| Arany | O Dzsinhjok | Íjászat       | Férfi egyéni                |
| Arany | Ki Bobe | Íjászat       | Női egyéni                  |
| Arany | Ki Bobe I Szongdzsin Cshö Hjondzsu | Íjászat       | Női csapat                  |
| Arany | Csin Dzsongo | Sportlövészet | Férfi légpisztoly           |
| Arany | Csin Dzsongo | Sportlövészet | Férfi szabadpisztoly        |
| Arany | Kim Dzsangmi | Sportlövészet | Női sportpisztoly           |
| Arany | Hvang Gjongszon | Taekwondo     | Női váltósúlyú              |
| Arany | Jang Hakszon | Torna         | Férfi ugrás                 |
| Arany | Ku Bongil Kim Dzsonghvan O Unszok Von Ujong | Vívás         | Férfi kard, csapat          |
| Arany | Kim Dzsijon | Vívás         | Női kard, egyéni            |
| Ezüst | Ju Szungmin Csu Szehjok O Szangun | Asztalitenisz | Férfi csapat                |
| Ezüst | Han Szuncshol | Ökölvívás     | Férfi könnyűsúly            |
| Ezüst | Cshö Jongne | Sportlövészet | Férfi szabadpisztoly        |
| Ezüst | Kim Dzsonghjon | Sportlövészet | Férfi sportpuska, összetett |
| Ezüst | I Dehun | Taekwondo     | Férfi légsúly               |
| Ezüst | Pak Thehvan | Úszás         | Férfi 200 m gyors           |
| Ezüst | Pak Thehvan | Úszás         | Férfi 400 m gyors           |
| Ezüst | Sin Aram Cshö Indzsong Cshö Unszuk Csong Hjodzsong | Vívás         | Női párbajtőr, csapat       |
| Bronz | Cso Dzsunho | Cselgáncs     | Férfi harmatsúly            |
| Bronz | O Dzsinhjok Im Donghjon Kim Bommin | Íjászat       | Férfi csapat                |
| Bronz | Nemzeti válogatott Pek Szongdong Hvang Szokho Csi Dongvon Csong Szongnjong Csong Ujong Ki Szongjong Kim Bogjong Kim Cshangszu Kim Hjonszong Kim Gihi Kim Jonggvon Ku Dzsacshol I Bomjong Nam Thehi O Dzseszok Pak Csujong Pak Csongu Jun Szogjong | Labdarúgás    | Férfi                       |
| Bronz | Csong Dzseszong I Jongde | Tollaslabda   | Női páros                   |
| Bronz | Cshö Bjongcshol | Vívás         | Férfi tőr, egyéni           |
| Bronz | Csong Dzsinszon | Vívás         | Férfi párbajtőr, egyéni     |
| Bronz | Nam Hjonhi Cson Hiszuk O Hana Csong Girok | Vívás         | Női tőr, csapat             |

## Asztalitenisz
Férfi
| Versenyző                         | Versenyszám | Selejtező         | 64-es főtábla     | 48-as főtábla     | 32-es főtábla                                            | Nyolcaddöntő                                                           | Negyeddöntő                                                              | Elődöntő                                                        | Döntő                                              | Helyezés |
| Versenyző                         | Versenyszám | Ellenfél Eredmény | Ellenfél Eredmény | Ellenfél Eredmény | Ellenfél Eredmény                                        | Ellenfél Eredmény                                                      | Ellenfél Eredmény                                                        | Ellenfél Eredmény                                               | Ellenfél Eredmény                                  | Helyezés |
| --------------------------------- | ----------- | ----------------- | ----------------- | ----------------- | -------------------------------------------------------- | ---------------------------------------------------------------------- | ------------------------------------------------------------------------ | --------------------------------------------------------------- | -------------------------------------------------- | -------- |
| O Szangun                         | Egyes       | erőnyerő          | erőnyerő          | erőnyerő          | Marcos Freitas (POR) · 11–8, 11–6, 11–2, 11–8            | Kisikava Szeija (JPN) · 8–11, 6–11, 8–11, 11–7, 8–11                   | kiesett                                                                  | kiesett                                                         | kiesett                                            | 9.       |
| Csu Szehjok                       | Egyes       | erőnyerő          | erőnyerő          | erőnyerő          | Kim Hjokpong (PRK) · 5–11, 11–6, 11–8, 7–11, 8–11, 13–15 | kiesett                                                                | kiesett                                                                  | kiesett                                                         | kiesett                                            | 17.      |
| Ju Szungmin Csu Szehjok O Szangun | Csapat      |                   |                   |                   |                                                          | Észak-Korea (PRK) · Kim Hjokpong · Csang Szongman · Kim Szongnam · 3–1 | Portugália (POR) · Tiago Apolónia · Marcos Freitas · João Monteiro · 3–2 | Hongkong (HKG) · Leung Chu Yan · Tang Peng · Jiang Tianyi · 3–0 | Kína (CHN) · Ma Long · Zhang Jike · Vang Hao · 0–3 |          |

Női
| Versenyző                                        | Versenyszám | Selejtező         | 64-es főtábla     | 48-as főtábla     | 32-es főtábla                                      | Nyolcaddöntő                                                        | Negyeddöntő                                                    | Elődöntő                                            | Döntő                                                                            | Helyezés |
| Versenyző                                        | Versenyszám | Ellenfél Eredmény | Ellenfél Eredmény | Ellenfél Eredmény | Ellenfél Eredmény                                  | Ellenfél Eredmény                                                   | Ellenfél Eredmény                                              | Ellenfél Eredmény                                   | Ellenfél Eredmény                                                                | Helyezés |
| ------------------------------------------------ | ----------- | ----------------- | ----------------- | ----------------- | -------------------------------------------------- | ------------------------------------------------------------------- | -------------------------------------------------------------- | --------------------------------------------------- | -------------------------------------------------------------------------------- | -------- |
| Kim Gjonga                                       | Egyes       | erőnyerő          | erőnyerő          | erőnyerő          | Jia Liu (AUT) · 11–8, 6–11, 11–4, 11–5, 11–9       | Yanfei Shen (ESP) · 11–8, 11–9, 11–6, 9–11, 11–7                    | Feng Tian Wei (SIN) · 11–13, 7–11, 11–4, 6–11, 12–10, 10–12    | kiesett                                             | kiesett                                                                          | 5.       |
| Pak Mijong                                       | Egyes       | erőnyerő          | erőnyerő          | erőnyerő          | Póta Georgina (HUN) · 3–11, 11–8, 11–8, 11–6, 11–9 | Li Xiaoxia (CHN) · 11–6, 7–11, 6–11, 5–11, 6–11                     | kiesett                                                        | kiesett                                             | kiesett                                                                          | 9.       |
| Kim Gjonga Szok Hadzsong Pak Mijong * Tang Jeszo | Csapat      |                   |                   |                   |                                                    | Brazília (BRA) · Caroline Kumahara · Gui Lin · Lígia da Silva · 3–0 | Hongkong (HKG) · Tie Ya Na · Jiang Huajun · Lee Ho Ching · 3–0 | Kína (CHN) · Li Xiaoxia · Ding Ning · Guo Yue · 0–3 | Bronzmérkőzés · Szingapúr (SIN) · Feng Tian Wei · Li Jia Wei · Wang Jue Gu · 0–3 | 4.       |

* – a negyeddöntők előtt Tang helyett Pak versenyzett a csapatban

## Atlétika
Férfi
| Versenyző       | Versenyszám     | Eredmény      | Helyezés      |
| --------------- | --------------- | ------------- | ------------- |
| I Duheng        | Maraton         | 2:17:19       | 32.           |
| Csang Szingvon  | Maraton         | 2:28:20       | 73.           |
| Csong Dzsinhjok | Maraton         | 2:38:45       | 82.           |
| Kim Hjonszop    | 20 km gyaloglás | 1:21:36       | 17.           |
| Pjon Jongdzsun  | 20 km gyaloglás | 1:23:26       | 31.           |
| Pak Cshilszong  | 20 km gyaloglás | nem ért célba | nem ért célba |
| Pak Cshilszong  | 50 km gyaloglás | 3:45:55       | 13.           |
| Im Dzsonghjon   | 50 km gyaloglás | 3:56:34       | 34.           |
| Kim Dongjong    | 50 km gyaloglás | 3:57:33       | 38.           |

| Versenyző        | Versenyszám   | Selejtező                | Selejtező                | Döntő    | Döntő    |
| Versenyző        | Versenyszám   | Eredmény                 | Helyezés                 | Eredmény | Helyezés |
| ---------------- | ------------- | ------------------------ | ------------------------ | -------- | -------- |
| Kim Juszok       | Rúdugrás      | érvényes kísérlet nélkül | érvényes kísérlet nélkül | kiesett  | kiesett  |
| Kim Dokhjon      | Hármasugrás   | 16,22 m                  | 22.                      | kiesett  | kiesett  |
| Csong Szangdzsin | Gerelyhajítás | 76,37 m                  | 31.                      | kiesett  | kiesett  |

Női
| Versenyző    | Versenyszám     | Előfutam | Előfutam | Előfutam | Elődöntő | Elődöntő | Elődöntő | Döntő    | Döntő    |
| Versenyző    | Versenyszám     | Idő      | Hely.    | Össz.    | Idő      | Hely.    | Össz.    | Idő      | Helyezés |
| ------------ | --------------- | -------- | -------- | -------- | -------- | -------- | -------- | -------- | -------- |
| Csong Junhi  | Maraton         |          |          |          |          |          |          | 2:31:58  | 41.      |
| Im Gjonghi   | Maraton         |          |          |          |          |          |          | 2:39:03  | 76.      |
| Kim Szongun  | Maraton         |          |          |          |          |          |          | 2:46:38  | 96.      |
| Csong Hjerim | 100 m gát       | 13,48    | 7.       | 30.*     | kiesett  | kiesett  | kiesett  | kiesett  | kiesett  |
| Cson Jongun  | 20 km gyaloglás |          |          |          |          |          |          | kizárták | kizárták |

| Versenyző  | Versenyszám | Selejtező | Selejtező | Döntő    | Döntő    |
| Versenyző  | Versenyszám | Eredmény  | Helyezés  | Eredmény | Helyezés |
| ---------- | ----------- | --------- | --------- | -------- | -------- |
| Cshö Junhi | Rúdugrás    | 410 cm    | 31.*      | kiesett  | kiesett  |

* - egy másik versenyzővel azonos eredményt ért el

## Birkózás

### Férfi
Kötöttfogású
| Versenyző      | Versenyszám | Selejtező                                | Nyolcaddöntő                   | Negyeddöntő                          | Elődöntő                            | Vigaszág első kör | Vigaszág elődöntő | Bronz- mérkőzés                     | Döntő                          | Helyezés |
| Versenyző      | Versenyszám | Ellenfél Eredmény                        | Ellenfél Eredmény              | Ellenfél Eredmény                    | Ellenfél Eredmény                   | Ellenfél Eredmény | Ellenfél Eredmény | Ellenfél Eredmény                   | Ellenfél Eredmény              | Helyezés |
| -------------- | ----------- | ---------------------------------------- | ------------------------------ | ------------------------------------ | ----------------------------------- | ----------------- | ----------------- | ----------------------------------- | ------------------------------ | -------- |
| Cshö Kjudzsin  | 55 kg       | erőnyerő                                 | Jun Voncshol (PRK) · 1–0, 2–0  | Gustavo Balart (CUB) · 1–0, 0–2, 1–0 | Rövşən Bayramov (AZE) · 0–1, 0–2    |                   |                   | Mingijan Szemjonov (RUS) · 1–3, 0–1 |                                | 5.       |
| Csong Dzsihjon | 60 kg       | erőnyerő                                 | Hansel Meoque (CUB) · 6–0, 3–0 | Həsən Əliyev (AZE) · 0–2, 0–1        | kiesett                             |                   |                   |                                     |                                | 8.       |
| Kim Hjonu      | 66 kg       | Hovhannesz Vardereszjan (ARM) · 1–0, 3–0 | Pedro Mulens (CUB) · 1–0, 1–0  | Edgaras Venckaitis (LTU) · 3–0, 1–0  | Steeve Guénot (FRA) · 1–2, 1–0, 1–0 |                   |                   |                                     | Lőrincz Tamás (HUN) · 1–0, 2–0 |          |
| Kim Dzsinhjok  | 74 kg       | Zurabi Datunashvili (GEO) · 0–5, 0–1     | kiesett                        | kiesett                              | kiesett                             |                   |                   |                                     |                                | 19.      |
| I Szejol       | 84 kg       | Amer Hrustanović (AUT) · 0–3, 0–1        | kiesett                        | kiesett                              | kiesett                             |                   |                   |                                     |                                | 18.      |

Szabadfogású
| Versenyző      | Versenyszám | Selejtező         | Nyolcaddöntő                         | Negyeddöntő       | Elődöntő          | Vigaszág első kör | Vigaszág elődöntő | Bronz- mérkőzés   | Döntő             | Helyezés |
| Versenyző      | Versenyszám | Ellenfél Eredmény | Ellenfél Eredmény                    | Ellenfél Eredmény | Ellenfél Eredmény | Ellenfél Eredmény | Ellenfél Eredmény | Ellenfél Eredmény | Ellenfél Eredmény | Helyezés |
| -------------- | ----------- | ----------------- | ------------------------------------ | ----------------- | ----------------- | ----------------- | ----------------- | ----------------- | ----------------- | -------- |
| Kim Dzsincshol | 55 kg       | erőnyerő          | Jumoto Sinicsi (JPN) · 1–0, 2–4, 0–1 | kiesett           | kiesett           |                   |                   |                   |                   | 11.      |
| I Szungcshol   | 60 kg       | erőnyerő          | Coleman Scott (USA) · 0–3, 0–3       | kiesett           | kiesett           |                   |                   |                   |                   | 18.      |

### Női
Szabadfogású
| Versenyző     | Versenyszám | Selejtező                                  | Nyolcaddöntő                    | Negyeddöntő       | Elődöntő          | Vigaszág első kör | Vigaszág elődöntő | Bronz- mérkőzés   | Döntő             | Helyezés |
| Versenyző     | Versenyszám | Ellenfél Eredmény                          | Ellenfél Eredmény               | Ellenfél Eredmény | Ellenfél Eredmény | Ellenfél Eredmény | Ellenfél Eredmény | Ellenfél Eredmény | Ellenfél Eredmény | Helyezés |
| ------------- | ----------- | ------------------------------------------ | ------------------------------- | ----------------- | ----------------- | ----------------- | ----------------- | ----------------- | ----------------- | -------- |
| Kim Hjongdzsu | 48 kg       | erőnyerő                                   | Irina Merlenyi (UKR) · 1–1, 0–4 | kiesett           | kiesett           |                   |                   |                   |                   | 13.      |
| Om Dzsiun     | 55 kg       | Marwa Al Amri (TUN) · 1–1, 0–3 (kétvállas) | kiesett                         | kiesett           | kiesett           |                   |                   |                   |                   | 14.      |

## Cselgáncs
Férfi
| Versenyző      | Versenyszám  | Selejtező                                 | 32-es főtábla                            | Nyolcaddöntő                             | Negyeddöntő                                      | Elődöntő                                    | Vigaszág elődöntő                    | Bronz- mérkőzés                             | Döntő                                | Helyezés |
| Versenyző      | Versenyszám  | Ellenfél Eredmény                         | Ellenfél Eredmény                        | Ellenfél Eredmény                        | Ellenfél Eredmény                                | Ellenfél Eredmény                           | Ellenfél Eredmény                    | Ellenfél Eredmény                           | Ellenfél Eredmény                    | Helyezés |
| -------------- | ------------ | ----------------------------------------- | ---------------------------------------- | ---------------------------------------- | ------------------------------------------------ | ------------------------------------------- | ------------------------------------ | ------------------------------------------- | ------------------------------------ | -------- |
| Cshö Kvanghjon | Légsúly      | erőnyerő                                  | Ludovic Chammartin (SUI) · 001(0)–000(0) | Valtteri Jokinen (FIN) · 010(0)–000(0)   | Arszen Galsztyan (RUS) · 000(1)–000(1) (bírói)   |                                             | Felipe Kitadai (BRA) · 000(1)–001(1) | kiesett                                     |                                      | 7.       |
| Cso Dzsunho    | Harmatsúly   | erőnyerő                                  | Szerhij Drebot (UKR) · 001(1)–000(2)     | Mirzokhid Farmonov (UZB) · 001(1)–000(1) | Ebinuma Maszasi (JPN) · 000(1)–000(1) (bírói)    |                                             | Colin Oates (GBR) · 002(1)–000(2)    | Sugoi Uriarte (ESP) · 000(0)–000(1) (bírói) |                                      |          |
| Vang Gicshun   | Könnyűsúly   | Nugzar Tatalashvili (GEO) · 001(0)–000(0) | Rinat Ibragimov (KAZ) · 100(1)–000(0)    | Jaromír Ježek (CZE) · 001(0)–000(1)      | Nicholas Delpopolo (USA) · 000(0)–000(0) (bírói) | Manszur Iszajev (RUS) · 000(2)–001(1)       |                                      | Ugo Legrand (FRA) · 000(1)–010(1)           |                                      | 5.       |
| Kim Dzsebom    | Váltósúly    | erőnyerő                                  | Yakhyo Imomov (UZB) · 001(0)–000(1)      | Csoknyai László (HUN) · 001(0)–000(2)    | Emmanuel Lucenti (ARG) · 010(0)–000(3)           | Ivan Nyifontov (RUS) · 010(0)–000(1)        |                                      |                                             | Ole Bischof (GER) · 002(0)–000(1)    |          |
| Szong Denam    | Középsúly    |                                           | Juan Romero (URU) · 100(1)–000(0)        | Elxan Məmmədov (AZE) · 011(0)–000(0)     | Nisijama Maszasi (JPN) · 011(1)–010(1)           | Tiago Camilo (BRA) · 011(2)–001(2)          |                                      |                                             | Asley González (CUB) · 010(1)–000(1) |          |
| Hvang Hithe    | Félnehézsúly |                                           | Amel Mekić (BIH) · 002(1)–000(2)         | Artem Blosenko (UKR) · 100(1)–000(0)     | Elmar Qasımov (AZE) · 002(1)–000(2)              | Najdangín Tüvsinbajar (MGL) · 000(1)–001(0) |                                      | Henk Grol (NED) · 000(0)–010(0)             |                                      | 5.       |
| Kim Szongmin   | Nehézsúly    |                                           | Tomohiko Hoshina (PHI) · 100(0)–000(0)   | Matjaž Ceraj (SLO) · 002(0)–000(1)       | Ihar Makarav (BLR) · 001(1)–000(2)               | Teddy Riner (FRA) · 000(3)–010(0)           |                                      | Rafael Silva (BRA) · 000(2)–001(1)          |                                      | 5.       |

Női
| Versenyző       | Versenyszám  | Selejtező                                             | Nyolcaddöntő                                   | Negyeddöntő                                     | Elődöntő                            | Vigaszág elődöntő                     | Bronz- mérkőzés                             | Döntő             | Helyezés |
| Versenyző       | Versenyszám  | Ellenfél Eredmény                                     | Ellenfél Eredmény                              | Ellenfél Eredmény                               | Ellenfél Eredmény                   | Ellenfél Eredmény                     | Ellenfél Eredmény                           | Ellenfél Eredmény | Helyezés |
| --------------- | ------------ | ----------------------------------------------------- | ---------------------------------------------- | ----------------------------------------------- | ----------------------------------- | ------------------------------------- | ------------------------------------------- | ----------------- | -------- |
| Cshon Dzsongjon | Légsúly      | erőnyerő                                              | Charline Van Snick (BEL) · 000(0)–100(0)       | kiesett                                         | kiesett                             |                                       |                                             |                   | 9.       |
| Kim Gjongok     | Harmatsúly   | erőnyerő                                              | Erika Miranda (BRA) · 101(2)–001(0)            | Rosalba Forciniti (ITA) · 000(1)–000(1) (bírói) |                                     | Priscilla Gneto (FRA) · 000(2)–002(1) | kiesett                                     |                   | 7.       |
| Kim Dzsandi     | Könnyűsúly   | Dordzsszürengín Szumija (MGL) · 000(1)–000(1) (bírói) | Giulia Quintavalle (ITA) · 000(2)–101(1)       | kiesett                                         | kiesett                             |                                       |                                             |                   | 9.       |
| Csong Daun      | Váltósúly    | erőnyerő                                              | Ramilə Yusubova (AZE) · 100(0)–000(1)          | Ueno Josie (JPN) · 002(0)–000(2)                | Xu Lili (CHN) · 000(2)–001(1)       |                                       | Gévrise Émane (FRA) · 000(0)–000(0) (bírói) |                   | 5.       |
| Hvang Jeszul    | Középsúly    | Erica Barbieri (ITA) · 010(2)–001(0)                  | Juliane Robra (SUI) · 001(1)–000(2)            | Raša Sraka (SLO) · 100(0)–000(1)                | Lucie Décosse (FRA) · 000(2)–001(0) |                                       | Edith Bosch (NED) · 001(1)–001(1) (bírói)   |                   | 5.       |
| Csong Gjongmi   | Félnehézsúly | Ogata Akari (JPN) · 000(2)–001(0)                     | kiesett                                        | kiesett                                         | kiesett                             |                                       |                                             |                   | 17.      |
| Kim Najong      | Nehézsúly    | erőnyerő                                              | Gulzsan Iszanova (KAZ) · 001(2)–001(2) (bírói) | kiesett                                         | kiesett                             |                                       |                                             |                   | 9.       |

## Evezés
Férfi
| Versenyző    | Versenyszám  | Előfutam | Előfutam | Vigaszág | Vigaszág | Negyeddöntő | Negyeddöntő | Elődöntő | Elődöntő | Elődöntő | Döntő | Döntő   | Döntő | Helyezés |
| Versenyző    | Versenyszám  | Idő      | Hely.    | Idő      | Hely.    | Idő         | Hely.       | Típus    | Idő      | Hely.    | Típus | Idő     | Hely. | Helyezés |
| ------------ | ------------ | -------- | -------- | -------- | -------- | ----------- | ----------- | -------- | -------- | -------- | ----- | ------- | ----- | -------- |
| Kim Dongjong | Egypárevezős | 7:05,24  | 4.       | 7:03,91  | 2.       | 7:16,22     | 5.          | C/D      | 7:48,09  | 4.       | D     | 7:27,94 | 3.    | 21.      |

Női
| Versenyző                 | Versenyszám              | Előfutam | Előfutam | Vigaszág | Vigaszág | Negyeddöntő | Negyeddöntő | Elődöntő | Elődöntő | Elődöntő | Döntő | Döntő   | Döntő | Helyezés |
| Versenyző                 | Versenyszám              | Idő      | Hely.    | Idő      | Hely.    | Idő         | Hely.       | Típus    | Idő      | Hely.    | Típus | Idő     | Hely. | Helyezés |
| ------------------------- | ------------------------ | -------- | -------- | -------- | -------- | ----------- | ----------- | -------- | -------- | -------- | ----- | ------- | ----- | -------- |
| Kim Jedzsi                | Egypárevezős             | 8:04,68  | 6.       | 7:50,64  | 1.       | 8:08,39     | 4.          | C/D      | 7:59,78  | 4.       | D     | 8:32,57 | 1.    | 19.      |
| Kim Mjongszin Kim Szolcsi | Könnyűsúlyú kétpárevezős | 7:31,98  | 4.       | 7:27,95  | 4.       |             |             |          |          |          | C     | 7:44,03 | 2.    | 14.      |

## Gyeplabda

### Férfi
| Dél-koreai férfi gyeplabdacsapat-játékoskeret                                                                     | Dél-koreai férfi gyeplabdacsapat-játékoskeret                                                                 |
| --- | --- |
| - Csang Dzsonghjon - Csha Dzsongbok - Hjon Hjeszong - Hong Unszong - I Mjongho - I Namjong - I Szungil - Jo Ungon | - Ju Hjoszik - Jun Szonghun - Kang Mungvon - Kang Mungju - Kim Jongdzsin - Nam Hjonu - O Degun - Szo Dzsongho |

#### Eredmények
Csoportkör
B csoport
| Csapat            | M | Gy | D | V | G+ | G– | Gk  | P  |
| ----------------- | - | -- | - | - | -- | -- | --- | -- |
| Hollandia (NED)   | 5 | 5  | 0 | 0 | 18 | 7  | +11 | 15 |
| Németország (GER) | 5 | 3  | 1 | 1 | 14 | 11 | +3  | 10 |
| Belgium (BEL)     | 5 | 2  | 1 | 2 | 8  | 7  | +1  | 7  |
| Dél-Korea (KOR)   | 5 | 2  | 0 | 3 | 9  | 8  | +1  | 6  |
| Új-Zéland (NZL)   | 5 | 1  | 2 | 2 | 10 | 14 | −4  | 5  |
| India (IND)       | 5 | 0  | 0 | 5 | 6  | 18 | −12 | 0  |

| 2012. július 30. 8:30 (9:30) | Dél-Korea (KOR)     | 2–0               | Új-Zéland (NZL) | Riverbank Arena, London Játékvezetők: Hamish Jamson (GBR) German Montes de Oca (ARG) |
| 2012. július 30. 8:30 (9:30) | Ju Hjoszik 20', 34' | (2–0) Jegyzőkönyv |                 | Riverbank Arena, London Játékvezetők: Hamish Jamson (GBR) German Montes de Oca (ARG) |

| 2012. augusztus 1. 21:15 (20:15) | Dél-Korea (KOR) | 0–1               | Németország (GER) | Riverbank Arena, London Játékvezetők: David Gentles (AUS) Nathan Stagno (GIB) |
| 2012. augusztus 1. 21:15 (20:15) |                 | (0–1) Jegyzőkönyv | Zeller 33'        | Riverbank Arena, London Játékvezetők: David Gentles (AUS) Nathan Stagno (GIB) |

| 2012. augusztus 3. 21:15 (22:15) | Belgium (BEL)           | 2–1               | Dél-Korea (KOR) | Riverbank Arena, London Játékvezetők: David Gentles (AUS) Nigel Iggo (NZL) |
| 2012. augusztus 3. 21:15 (22:15) | Boon 37' · Charlier 61' | (0–0) Jegyzőkönyv | Nam Hjonu 46'   | Riverbank Arena, London Játékvezetők: David Gentles (AUS) Nigel Iggo (NZL) |

| 2012. augusztus 5. 13:45 (14:45) | India (IND) | 1–4               | Dél-Korea (KOR)                                             | Riverbank Arena, London Játékvezetők: Simon Taylor (NZL) Gary Simmonds (RSA) |
| 2012. augusztus 5. 13:45 (14:45) | Csandi 10'  | (1–1) Jegyzőkönyv | Csang Dzsonghjon 6' · Nam Hjonu 59', 70' · Szo Dzsongho 68' | Riverbank Arena, London Játékvezetők: Simon Taylor (NZL) Gary Simmonds (RSA) |

| 2012. augusztus 7. 08:30 (09:30) | Dél-Korea (KOR)               | 2–4               | Hollandia (NED)                                             | Riverbank Arena, London Játékvezetők: Marcin Grochal (POL) Ged Curran (GBR) |
| 2012. augusztus 7. 08:30 (09:30) | Nam Hjonu 53' · I Namjong 62' | (0–2) Jegyzőkönyv | van der Weerden 17' · Verga 21' · Weusthof 47' · Bakker 64' | Riverbank Arena, London Játékvezetők: Marcin Grochal (POL) Ged Curran (GBR) |

A 7. helyért
| 2012. augusztus 9. 11:30 (12:30) | Pakisztán (PAK)                  | 3–2               | Dél-Korea (KOR)        | Riverbank Arena, London Játékvezetők: Marcelo Servetto (ESP) Simon Taylor (NZL) |
| 2012. augusztus 9. 11:30 (12:30) | Waqas 31' · Khan 44' · Imran 61' | (1–2) Jegyzőkönyv | Hjon Hjeszong 30', 33' | Riverbank Arena, London Játékvezetők: Marcelo Servetto (ESP) Simon Taylor (NZL) |

| Csapat          | Helyezés |
| --------------- | -------- |
| Dél-Korea (KOR) | 8.       |

### Női
| Dél-koreai női gyeplabdacsapat-játékoskeret                                                               | Dél-koreai női gyeplabdacsapat-játékoskeret                                                                 |
| --- | --- |
| - Csang Szudzsi - Csha Szena - Cshon Szulki - Cshon Unbi - Cson Jumi - Han Hjeljong - I Szonok - Kim Dare | - Kim Dzsonghi - Kim Dzsongun - Kim Jongran - Kim Okcsu - Mun Jonghi - Pak Kidzsu - Pak Mihjon - Pak Szonmi |

#### Eredmények
Csoportkör
A csoport
| Csapat               | M | Gy | D | V | G+ | G– | Gk | P  |
| -------------------- | - | -- | - | - | -- | -- | -- | -- |
| Hollandia (NED)      | 5 | 5  | 0 | 0 | 12 | 5  | +7 | 15 |
| Nagy-Britannia (GBR) | 5 | 3  | 0 | 2 | 14 | 7  | +7 | 9  |
| Kína (CHN)           | 5 | 2  | 1 | 2 | 6  | 3  | +3 | 7  |
| Dél-Korea (KOR)      | 5 | 2  | 0 | 3 | 9  | 13 | −4 | 6  |
| Japán (JPN)          | 5 | 1  | 1 | 3 | 4  | 9  | −5 | 4  |
| Belgium (BEL)        | 5 | 0  | 2 | 3 | 2  | 10 | −8 | 2  |

| 2012. július 29. 13:45 (14:45) | Kína (CHN)                                               | 4–0               | Dél-Korea (KOR) | Riverbank Arena, London Játékvezetők: Frances Block (GBR) Julie Ashton-Lucy (AUS) |
| 2012. július 29. 13:45 (14:45) | Ma Ji-po 26', 67' · Csao Jü-tiao 51' · Li Hung-hszia 54' | (1–0) Jegyzőkönyv |                 | Riverbank Arena, London Játékvezetők: Frances Block (GBR) Julie Ashton-Lucy (AUS) |

| 2012. július 31. 16:00 (17:00) | Nagy-Britannia (GBR)                                        | 5–3               | Dél-Korea (KOR)                                  | Riverbank Arena, London Játékvezetők: Stella Bartlema (NED) Lisa Roach (AUS) |
| 2012. július 31. 16:00 (17:00) | White 6' · Cullen 25' · Danson 38' · Twigg 61' · Rogers 62' | (2–1) Jegyzőkönyv | Kim Dare 18' · Han Hjeljong 52' · Pak Mihjon 57' | Riverbank Arena, London Játékvezetők: Stella Bartlema (NED) Lisa Roach (AUS) |

| 2012. augusztus 2. 08:30 (09:30) | Dél-Korea (KOR)  | 1–0               | Japán (JPN) | Riverbank Arena, London Játékvezetők: Miao Lin (CHN) Frances Block (GBR) |
| 2012. augusztus 2. 08:30 (09:30) | Cshon Szulki 42' | (0–0) Jegyzőkönyv |             | Riverbank Arena, London Játékvezetők: Miao Lin (CHN) Frances Block (GBR) |

| 2012. augusztus 4. 10:45 (11:45) | Hollandia (NED)                                   | 3–2               | Dél-Korea (KOR)      | Riverbank Arena, London Játékvezetők: Irene Presenqui (ARG) Claire Adenot (FRA) |
| 2012. augusztus 4. 10:45 (11:45) | Welten 10' · Hoog 14' · Dirkse van den Heuvel 36' | (2–1) Jegyzőkönyv | Cshon Szulki 5', 65' | Riverbank Arena, London Játékvezetők: Irene Presenqui (ARG) Claire Adenot (FRA) |

| 2012. augusztus 6. 16:00 (17:00) | Dél-Korea (KOR)                     | 3–1               | Belgium (BEL) | Riverbank Arena, London Játékvezetők: Julie Ashton-Lucy (AUS) Miao Lin (CHN) |
| 2012. augusztus 6. 16:00 (17:00) | Kim Dzsongun 8', 70' · I Szonok 24' | (2–0) Jegyzőkönyv | Coppey 37'    | Riverbank Arena, London Játékvezetők: Julie Ashton-Lucy (AUS) Miao Lin (CHN) |

A 7. helyért
| 2012. augusztus 8. 11:30 (12:30) | Dél-Korea (KOR) | 1–4               | Németország (GER)                     | Riverbank Arena, London Játékvezetők: Carolina de la Fuente (ARG) Claire Adenot (FRA) |
| 2012. augusztus 8. 11:30 (12:30) | Cshon Szulki 8' | (1–2) Jegyzőkönyv | Hahn 6', 16' · Rinne 55' · Mavers 69' | Riverbank Arena, London Játékvezetők: Carolina de la Fuente (ARG) Claire Adenot (FRA) |

| Csapat          | Helyezés |
| --------------- | -------- |
| Dél-Korea (KOR) | 8.       |

## Íjászat
Férfi
| Versenyző                          | Versenyszám | Selejtező | Selejtező | 64-es főtábla                    | 32-es főtábla                     | Nyolcaddöntő                        | Negyeddöntő                                                                    | Elődöntő                                                                            | Döntő                                                                                                 | Helyezés |
| Versenyző                          | Versenyszám | Pont      | Kiemelt   | Ellenfél Eredmény                | Ellenfél Eredmény                 | Ellenfél Eredmény                   | Ellenfél Eredmény                                                              | Ellenfél Eredmény                                                                   | Ellenfél Eredmény                                                                                     | Helyezés |
| ---------------------------------- | ----------- | --------- | --------- | -------------------------------- | --------------------------------- | ----------------------------------- | ------------------------------------------------------------------------------ | ----------------------------------------------------------------------------------- | --- | -------- |
| O Dzsinhjok                        | Egyéni      | 690       | 3.        | Axel Müller (SUI) (62.) · 7–3    | Luis Álvarez (MEX) (30.) · 6–4    | Rafał Dobrowolski (POL) (14.) · 6–0 | Viktor Ruban (UKR) (43.) · 7–1                                                 | Dai Xiaoxiang (CHN) (7.) · 6–5                                                      | Furukava Takaharu (JPN) (5.) · 7–1                                                                    |          |
| Kim Bopmin                         | Egyéni      | 698       | 2.        | Robert Elder (FIJ) (63.) · 6–4   | Tarundíp Rái (IND) (31.) · 6–2    | Dan Olaru (MDA) (47.) · 7–1         | Dai Xiaoxiang (CHN) (7.) · 5–6                                                 | kiesett                                                                             | kiesett                                                                                               | 5.       |
| Im Donghjon                        | Egyéni      | 699       | 1.        | Emanuele Guidi (SMR) (64.) · 6–0 | Cheng-Pang Wang (TPE) (33.) · 6–4 | Rick van der Ven (NED) (16.) · 1–7  | kiesett                                                                        | kiesett                                                                             | kiesett                                                                                               | 9.       |
| O Dzsinhjok Im Donghjon Kim Bopmin | Csapat      | 2087      | 1.        |                                  |                                   | erőnyerő                            | Ukrajna (UKR) · Markijan Ivasko · Dmitro Hracsov · Viktor Ruban (9.) · 227–220 | Egyesült Államok (USA) · Jacob Wukie · Brady Ellison · Jake Kaminski (4.) · 219–224 | Bronzmérkőzés · Mexikó (MEX) · Juan René Serrano · Luis Eduardo Vélez · Luis Álvarez (7.) · W 224–219 |          |

Női
| Versenyző                          | Versenyszám | Selejtező | Selejtező | 64-es főtábla                             | 32-es főtábla                          | Nyolcaddöntő                              | Negyeddöntő                                                                    | Elődöntő                                                                | Döntő                                                          | Helyezés |
| Versenyző                          | Versenyszám | Pont      | Kiemelt   | Ellenfél Eredmény                         | Ellenfél Eredmény                      | Ellenfél Eredmény                         | Ellenfél Eredmény                                                              | Ellenfél Eredmény                                                       | Ellenfél Eredmény                                              | Helyezés |
| ---------------------------------- | ----------- | --------- | --------- | ----------------------------------------- | -------------------------------------- | ----------------------------------------- | ------------------------------------------------------------------------------ | ----------------------------------------------------------------------- | -------------------------------------------------------------- | -------- |
| Ki Bobe                            | Egyéni      | 671       | 1.        | Rand el-Mashadáni (IRQ) (64.) · 6–0       | Kacjarina Cimafejeva (BLR) (33.) · 6–2 | Hajakava Ren (JPN) (16.) · 6–0            | Kszenyija Perova (RUS) (9.) · 6–4                                              | Khatuna Lorig (USA) (4.) · 6–2                                          | Aída Román (MEX) (11.) · 6–5                                   |          |
| I Szongdzsin                       | Egyéni      | 671       | 2.        | Maureen Tuimalealiifano (SAM) (63.) · 6–0 | Krisztine Eszebua (GEO) (34.) · 6–2    | Bisindégín Urantungalag (MGL) (18.) · 6–0 | Mariana Avitia (MEX) (10.) · 2–6                                               | kiesett                                                                 | kiesett                                                        | 5.       |
| Cshö Hjondzsu                      | Egyéni      | 651       | 21.       | Jessica Tomasi (ITA) (44.) · 6–5          | Iria Grandal (ESP) (53.) · 6–5         | Bérengère Schuh (FRA) (37.) · 5–6         | kiesett                                                                        | kiesett                                                                 | kiesett                                                        | 9.       |
| Ki Bobe I Szongdzsin Cshö Hjondzsu | Csapat      | 1993      | 1.        |                                           |                                        | erőnyerő                                  | Dánia (DEN) · Carina Christiansen · Louise Laursen · Maja Jager (8.) · 206–195 | Japán (JPN) · Kavanaka Kaori · Kanie Miki · Hajakava Ren (5.) · 221–206 | Kína (CHN) · Cheng Ming · Fang Yuting · Xu Jing (7.) · 210–209 |          |

## Kerékpározás

### Országúti kerékpározás
Férfi
| Versenyző    | Versenyszám   | Idő           | Helyezés      |
| ------------ | ------------- | ------------- | ------------- |
| Pak Szongbek | Mezőnyverseny | nem ért célba | nem ért célba |

Női
| Versenyző | Versenyszám   | Idő             | Helyezés |
| --------- | ------------- | --------------- | -------- |
| Na Arum   | Mezőnyverseny | 3:35:56 (+0:27) | 13.      |

### Pálya-kerékpározás
Sprintversenyek
| Versenyző           | Versenyszám | Selejtező | Selejtező | 1. forduló                    | Vigaszág                                             | Vigaszág | 2. forduló           | Vigaszág               | Vigaszág | 9–12. helyért          | 9–12. helyért | Negyeddöntő          | 5–8. helyért           | 5–8. helyért | Elődöntő             | Döntő                | Helyezés |
| Versenyző           | Versenyszám | Idő       | Hely.     | Ellenfél Győztes idő          | Ellenfelek Győztes idő                               | Hely.    | Ellenfél Győztes idő | Ellenfelek Győztes idő | Hely.    | Ellenfelek Győztes idő | Hely.         | Ellenfél Győztes idő | Ellenfelek Győztes idő | Hely.        | Ellenfél Győztes idő | Ellenfél Győztes idő | Helyezés |
| ------------------- | ----------- | --------- | --------- | ----------------------------- | ---------------------------------------------------- | -------- | -------------------- | ---------------------- | -------- | ---------------------- | ------------- | -------------------- | ---------------------- | ------------ | -------------------- | -------------------- | -------- |
| I Hjedzsin          | Női egyéni  | 11,405    | 14.       | Volha Panarina (BLR) · 11,608 | Monique Sullivan (CAN) · Maeda Kajono (JPN) · 11,572 | 2.       | kiesett              | kiesett                | kiesett  | kiesett                | kiesett       | kiesett              | kiesett                | kiesett      | kiesett              | kiesett              | 14.      |
| I Undzsi I Hjedzsin | Női csapat  | 34,636    | 9.        |                               |                                                      |          |                      |                        |          |                        |               | kiesett              |                        |              | kiesett              | kiesett              | 9.       |

Üldözőversenyek
| Versenyző                                      | Versenyszám  | Selejtező | Selejtező | Elődöntő     | Elődöntő  | Elődöntő | Döntő        | Döntő     | Döntő    |
| Versenyző                                      | Versenyszám  | Idő       | Hely.     | Ellenfél Idő | Saját idő | Hely.    | Ellenfél Idő | Saját idő | Helyezés |
| ---------------------------------------------- | ------------ | --------- | --------- | ------------ | --------- | -------- | ------------ | --------- | -------- |
| Cshö Szungu Csang Szondzse Pak Konu Pak Szonho | Férfi csapat | 4.07,210  | 10.       | kiesett      | kiesett   | kiesett  | kiesett      | kiesett   | kiesett  |

Keirin
| Versenyző  | Versenyszám | 1. forduló | Vigaszág | 2. forduló | Döntő    | Helyezés |
| Versenyző  | Versenyszám | Helyezés   | Helyezés | Helyezés   | Helyezés | Helyezés |
| ---------- | ----------- | ---------- | -------- | ---------- | -------- | -------- |
| I Hjedzsin | Női         | 5.         | 6.       | kiesett    | kiesett  | 17.      |

Omnium
| Versenyző   | Versenyszám | 200 méter | 200 méter | 30 km-es pontverseny | 30 km-es pontverseny | Kieséses verseny | 4 km-es egyéni üldözőverseny | 4 km-es egyéni üldözőverseny | 15 km-es scratch | 15 km-es scratch | 1000 m-es időfutam | 1000 m-es időfutam | Összesítés | Összesítés |
| Versenyző   | Versenyszám | Idő       | Hely.     | Pont                 | Hely.                | Hely.            | Eredmény                     | Hely.                        | Lekörözés        | Hely.            | Idő                | Hely.              | Pont       | Helyezés   |
| ----------- | ----------- | --------- | --------- | -------------------- | -------------------- | ---------------- | ---------------------------- | ---------------------------- | ---------------- | ---------------- | ------------------ | ------------------ | ---------- | ---------- |
| Cso Hoszong | Férfi       | 13,614    | 12.       | 20                   | 10.                  | 9.               | 4:32,382                     | 13.                          | 0                | 8.               | 1:04,150           | 8.                 | 60         | 11.        |

| Versenyző | Versenyszám | 200 méter | 200 méter | 20 km-es pontverseny | 20 km-es pontverseny | Kieséses verseny | 3 km-es egyéni üldözőverseny | 3 km-es egyéni üldözőverseny | 10 km-es scratch | 10 km-es scratch | 500 m-es időfutam | 500 m-es időfutam | Összesítés | Összesítés |
| Versenyző | Versenyszám | Idő       | Hely.     | Pont                 | Hely.                | Hely.            | Eredmény                     | Hely.                        | Lekörözés        | Hely.            | Idő               | Hely.             | Pont       | Helyezés   |
| --------- | ----------- | --------- | --------- | -------------------- | -------------------- | ---------------- | ---------------------------- | ---------------------------- | ---------------- | ---------------- | ----------------- | ----------------- | ---------- | ---------- |
| I Minhje  | Női         | 14,793    | 14.       | 3                    | 14.                  | 11.              | 3:46,871                     | 15.                          | 0                | 9.               | 36,547            | 11.               | 74         | 15.        |

## Kézilabda

### Férfi
| Dél-koreai férfi kézilabdacsapat-játékoskeret                                                        | Dél-koreai férfi kézilabdacsapat-játékoskeret                                                  |
| --- | ---------------------------------------------------------------------------------------------- |
| - I Dzshangu - Pak Cshanjong - Im Dokcsun - Ju Donggun - Pak Kjongszok - Jun Gjongszin - Ko Gjongszu | - Csong Han - Om Hjovon - I Dzseu - Pak Csunggju - Csong Szujong - Csong Ikjong - Pek Voncshol |

#### Eredmények
Csoportkör
B csoport
| Csapat              | M | Gy | D | V | G+  | G–  | Gk  | P  |
| ------------------- | - | -- | - | - | --- | --- | --- | -- |
| Horvátország (CRO)  | 5 | 5  | 0 | 0 | 150 | 109 | +41 | 10 |
| Dánia (DEN)         | 5 | 4  | 0 | 1 | 124 | 129 | −5  | 8  |
| Spanyolország (ESP) | 5 | 3  | 0 | 2 | 140 | 126 | +14 | 6  |
| Magyarország (HUN)  | 5 | 2  | 0 | 3 | 114 | 128 | −14 | 4  |
| Szerbia (SRB)       | 5 | 1  | 0 | 4 | 120 | 131 | −11 | 2  |
| Dél-Korea (KOR)     | 5 | 0  | 0 | 5 | 115 | 140 | −25 | 0  |

| 2012. július 29. 11:15 (12:15) | Horvátország (CRO) | 31–21       | Dél-Korea (KOR) | Copper Box, London Nézőszám: 4068 Játékvezetők: Marina, Minore (ARG) |
| 2012. július 29. 11:15 (12:15) | Čupić 8            | (14–8)      | Csong Ikjong 5  | Copper Box, London Nézőszám: 4068 Játékvezetők: Marina, Minore (ARG) |
| 2012. július 29. 11:15 (12:15) | 4× 1×              | Jegyzőkönyv | 6× 2×           | Copper Box, London Nézőszám: 4068 Játékvezetők: Marina, Minore (ARG) |

| 2012. július 31. 11:15 (12:15) | Dél-Korea (KOR)           | 19–22       | Magyarország (HUN) | Copper Box, London Nézőszám: 4262 Játékvezetők: Nacsevszki, Nikolov (MKD) |
| 2012. július 31. 11:15 (12:15) | Csong Ikjong, Csong Han 4 | (9–7)       | Lékai 5            | Copper Box, London Nézőszám: 4262 Játékvezetők: Nacsevszki, Nikolov (MKD) |
| 2012. július 31. 11:15 (12:15) | 3× 4×                     | Jegyzőkönyv | 4× 4×              | Copper Box, London Nézőszám: 4262 Játékvezetők: Nacsevszki, Nikolov (MKD) |

| 2012. augusztus 2. 9:30 (10:30) | Spanyolország (ESP) | 33–29       | Dél-Korea (KOR) | Copper Box, London Nézőszám: 4209 Játékvezetők: Lazaar, Reveret (FRA) |
| 2012. augusztus 2. 9:30 (10:30) | Ugalde 6            | (16–14)     | I Dzseu 8       | Copper Box, London Nézőszám: 4209 Játékvezetők: Lazaar, Reveret (FRA) |
| 2012. augusztus 2. 9:30 (10:30) | 4× 3×               | Jegyzőkönyv | 8× 2×           | Copper Box, London Nézőszám: 4209 Játékvezetők: Lazaar, Reveret (FRA) |

| 2012. augusztus 4. 11:15 (12:15) | Dél-Korea (KOR) | 22–28       | Szerbia (SRB)      | Copper Box, London Nézőszám: 4525 Játékvezetők: J. Bonaventura, C. Bonaventura (FRA) |
| 2012. augusztus 4. 11:15 (12:15) | Csong Han 6     | (10–12)     | Nikčević, Toskić 5 | Copper Box, London Nézőszám: 4525 Játékvezetők: J. Bonaventura, C. Bonaventura (FRA) |
| 2012. augusztus 4. 11:15 (12:15) | 2× 3×           | Jegyzőkönyv | 1× 6×              | Copper Box, London Nézőszám: 4525 Játékvezetők: J. Bonaventura, C. Bonaventura (FRA) |

| 2012. augusztus 6. 14:30 (15:30) | Dánia (DEN)       | 26–24       | Dél-Korea (KOR)      | Copper Box, London Nézőszám: 4546 Játékvezetők: Al-Nuaimi, Omar (UAE) |
| 2012. augusztus 6. 14:30 (15:30) | Eggert, Knudsen 6 | (13–14)     | I Dzseu, Om Hjovon 6 | Copper Box, London Nézőszám: 4546 Játékvezetők: Al-Nuaimi, Omar (UAE) |
| 2012. augusztus 6. 14:30 (15:30) | 2× 4×             | Jegyzőkönyv | 2× 1×                | Copper Box, London Nézőszám: 4546 Játékvezetők: Al-Nuaimi, Omar (UAE) |

| Csapat          | Helyezés |
| --------------- | -------- |
| Dél-Korea (KOR) | 11.      |

### Női
| Dél-koreai női kézilabdacsapat-játékoskeret                                                  | Dél-koreai női kézilabdacsapat-játékoskeret                                                   |
| -------------------------------------------------------------------------------------------- | --------------------------------------------------------------------------------------------- |
| - Kim Cshajon - I Unbi - Ju Unhi - Mun Kjongha - Szim Hein - Kvon Hanna - Csu Hi - Cso Hjobi | - Cshö Imdzsong - Kim Dzsongszim - Csong Dzsihe - I Mikjong - Kim Ona - U Szonhi - Csong Jura |

#### Eredmények
Csoportkör
B csoport
| Csapat              | M | Gy | D | V | G+  | G–  | Gk  | P |
| ------------------- | - | -- | - | - | --- | --- | --- | - |
| Franciaország (FRA) | 5 | 4  | 1 | 0 | 125 | 103 | +22 | 9 |
| Dél-Korea (KOR)     | 5 | 3  | 1 | 1 | 136 | 130 | +6  | 7 |
| Spanyolország (ESP) | 5 | 3  | 1 | 1 | 119 | 114 | +5  | 7 |
| Norvégia (NOR)      | 5 | 2  | 1 | 2 | 118 | 120 | −2  | 5 |
| Dánia (DEN)         | 5 | 1  | 0 | 4 | 113 | 121 | −8  | 2 |
| Svédország (SWE)    | 5 | 0  | 0 | 5 | 108 | 131 | −23 | 0 |

| 2012. július 28. 11:15 (12:15) | Spanyolország (ESP) | 27–31       | Dél-Korea (KOR) | Copper Box, London Nézőszám: 3900 Játékvezetők: Gubica, Milošević (CRO) |
| 2012. július 28. 11:15 (12:15) | Martín 7            | (12–16)     | Ju Unhi 9       | Copper Box, London Nézőszám: 3900 Játékvezetők: Gubica, Milošević (CRO) |
| 2012. július 28. 11:15 (12:15) | 2× 3×               | Jegyzőkönyv | 3× 3×           | Copper Box, London Nézőszám: 3900 Játékvezetők: Gubica, Milošević (CRO) |

| 2012. július 30. 11:15 (12:15) | Dél-Korea (KOR) | 25–24       | Dánia (DEN) | Copper Box, London Nézőszám: 4393 Játékvezetők: Duţă, Florescu (ROU) |
| 2012. július 30. 11:15 (12:15) | Cso Hjobi 5     | (11–10)     | Larsen 7    | Copper Box, London Nézőszám: 4393 Játékvezetők: Duţă, Florescu (ROU) |
| 2012. július 30. 11:15 (12:15) | 1× 3×           | Jegyzőkönyv | 2× 3×       | Copper Box, London Nézőszám: 4393 Játékvezetők: Duţă, Florescu (ROU) |

| 2012. augusztus 1. 9:30 (10:30) | Norvégia (NOR) | 27–27       | Dél-Korea (KOR) | Copper Box, London Nézőszám: 4178 Játékvezetők: Nacsevszki, Nikolov (MKD) |
| 2012. augusztus 1. 9:30 (10:30) | Sulland 11     | (13–15)     | három játékos 6 | Copper Box, London Nézőszám: 4178 Játékvezetők: Nacsevszki, Nikolov (MKD) |
| 2012. augusztus 1. 9:30 (10:30) | 3×             | Jegyzőkönyv | 3× 2×           | Copper Box, London Nézőszám: 4178 Játékvezetők: Nacsevszki, Nikolov (MKD) |

| 2012. augusztus 3. 11:15 (12:15) | Dél-Korea (KOR) | 21–24       | Franciaország (FRA) | Copper Box, London Nézőszám: 4568 Játékvezetők: Nikolić, Stojković (SRB) |
| 2012. augusztus 3. 11:15 (12:15) | Szim Hein 6     | (12–10)     | Lacrabère 4         | Copper Box, London Nézőszám: 4568 Játékvezetők: Nikolić, Stojković (SRB) |
| 2012. augusztus 3. 11:15 (12:15) | 3× 2×           | Jegyzőkönyv | 2× 4×               | Copper Box, London Nézőszám: 4568 Játékvezetők: Nikolić, Stojković (SRB) |

| 2012. augusztus 5. 9:30 (10:30) | Svédország (SWE) | 28–32       | Dél-Korea (KOR) | Copper Box, London Nézőszám: 4180 Játékvezetők: Abdulla, Bamutref (QAT) |
| 2012. augusztus 5. 9:30 (10:30) | Flognman 8       | (13–16)     | Ju Unhi 10      | Copper Box, London Nézőszám: 4180 Játékvezetők: Abdulla, Bamutref (QAT) |
| 2012. augusztus 5. 9:30 (10:30) | 4× 4×            | Jegyzőkönyv | 5× 3×           | Copper Box, London Nézőszám: 4180 Játékvezetők: Abdulla, Bamutref (QAT) |

Negyeddöntő
| 2012. augusztus 7. 17:00 (18:00) | Oroszország (RUS)   | 23–24       | Dél-Korea (KOR) | Copper Box, London Nézőszám: 4299 Játékvezetők: Lopéz, Sabroso (ESP) |
| 2012. augusztus 7. 17:00 (18:00) | Posztnova, Levina 5 | (11–14)     | Kvon Hanna 6    | Copper Box, London Nézőszám: 4299 Játékvezetők: Lopéz, Sabroso (ESP) |
| 2012. augusztus 7. 17:00 (18:00) | 2× 4×               | Jegyzőkönyv | 5× 3×           | Copper Box, London Nézőszám: 4299 Játékvezetők: Lopéz, Sabroso (ESP) |

Elődöntő
| 2012. augusztus 9. 17:00 (18:00) | Norvégia (NOR) | 31–25       | Dél-Korea (KOR) | Basketball Arena, London Nézőszám: 9274 Játékvezetők: Gubica, Milošević (CRO) |
| 2012. augusztus 9. 17:00 (18:00) | Løke 8         | (18–15)     | Kvon Hanna 7    | Basketball Arena, London Nézőszám: 9274 Játékvezetők: Gubica, Milošević (CRO) |
| 2012. augusztus 9. 17:00 (18:00) | 2× 3×          | Jegyzőkönyv | 2× 3×           | Basketball Arena, London Nézőszám: 9274 Játékvezetők: Gubica, Milošević (CRO) |

Bronzmérkőzés
| 2012. augusztus 11. 17:00 (18:00) | Dél-Korea (KOR) | 29–31 (h. u.)         | Spanyolország (ESP)  | Basketball Arena, London Nézőszám: 9622 Játékvezetők: Olesen, Pedersen (DEN) |
| 2012. augusztus 11. 17:00 (18:00) | Kvon Hanna 7    | (13–13, 24–24, 28–28) | Alberto, Fernández 5 | Basketball Arena, London Nézőszám: 9622 Játékvezetők: Olesen, Pedersen (DEN) |
| 2012. augusztus 11. 17:00 (18:00) | 2× 1×           | Jegyzőkönyv           | 4× 2×                | Basketball Arena, London Nézőszám: 9622 Játékvezetők: Olesen, Pedersen (DEN) |

| Csapat          | Helyezés |
| --------------- | -------- |
| Dél-Korea (KOR) | 4.       |

## Labdarúgás

### Férfi
| Dél-koreai férfi labdarúgócsapat-játékoskeret                                                                                                | Dél-koreai férfi labdarúgócsapat-játékoskeret                                                                            |
| --- | --- |
| - Pek Szongdong - Hvang Szokho - Csi Dongvon - Csong Szongljong* - Csong Ujong - Ki Szongjong - Kim Bokjong - Kim Cshangszu* - Kim Hjonszong | - Kim Gihi - Kim Jonggvon - Ku Dzsacshol - I Bomjong - Nam Thehi - O Dzseszok - Pak Csujong* - Pak Csongu - Jun Szokjong |

* - túlkoros játékos

#### Eredmények
Csoportkör
B csoport
| Csapat          | M | Gy | D | V | Rg | Kg | Gk | P |
| --------------- | - | -- | - | - | -- | -- | -- | - |
| Mexikó (MEX)    | 3 | 2  | 1 | 0 | 3  | 0  | +3 | 7 |
| Dél-Korea (KOR) | 3 | 1  | 2 | 0 | 2  | 1  | +1 | 5 |
| Gabon (GAB)     | 3 | 0  | 2 | 1 | 1  | 3  | –2 | 2 |
| Svájc (SUI)     | 3 | 0  | 1 | 2 | 2  | 4  | –2 | 1 |

| 2012. július 26. 14:30 (15:30) |

| Mexikó (MEX) | 0–0         | Dél-Korea (KOR) |
| ------------ | ----------- | --------------- |
|              | Jegyzőkönyv |                 |

| St James’ Park, Newcastle Nézőszám: 15 748 Játékvezető: Szelím el-Zsedídi (tunéziai) |

| 2012. július 29. 17:15 (18:15) |

| Dél-Korea (KOR)                 | 2–1               | Svájc (SUI)  |
| ------------------------------- | ----------------- | ------------ |
| Pak Csujong 57' Kim Bokjong 64' | (0–0) Jegyzőkönyv | Emeghara 60' |

| Ricoh Arena, Coventry Nézőszám: 30 114 Játékvezető: Raúl Orosco (bolíviai) |

| 2012. augusztus 1. 17:00 (18:00) |

| Dél-Korea (KOR) | 0–0         | Gabon (GAB) |
| --------------- | ----------- | ----------- |
|                 | Jegyzőkönyv |             |

| Wembley Stadion, London Nézőszám: 76 927 Játékvezető: Pavel Královec (cseh) |

Negyeddöntők
| 2012. augusztus 4. 19:30 (20:30) |

| Nagy-Britannia (GBR)                    | 1–1 (h. u.)                 | Dél-Korea (KOR)                                                 |
| --------------------------------------- | --------------------------- | --------------------------------------------------------------- |
| Ramsey 36' (11-esből)                   | (1–1, 1–1, 1–1) Jegyzőkönyv | Csi Dongvon 29'                                                 |
| Büntetőpárbaj                           |                             |                                                                 |
| Ramsey Cleverley Dawson Giggs Sturridge | 4–5                         | Ku Dzsacshol Pek Szongdong Hvang Szokho Pak Csongu Ki Szongjong |

| Millennium Stadion, Cardiff Nézőszám: 70 171 Játékvezető: Wilmar Roldán (kolumbiai) |

Elődöntők
| 2012. augusztus 7. 19:45 (20:45) |

| Dél-Korea (KOR) | 0–3               | Brazília (BRA)            |
| --------------- | ----------------- | ------------------------- |
|                 | (0–1) Jegyzőkönyv | Rômulo 38' Damião 57' 64' |

| Old Trafford, Manchester Nézőszám: 69 389 Játékvezető: Pavel Královec (cseh) |

Bronzmérkőzés
| 2012. augusztus 10. 19:45 (20:45) |

| Dél-Korea (KOR)                  | 2–0               | Japán (JPN) |
| -------------------------------- | ----------------- | ----------- |
| Pak Csujong 38' Ku Dzsacshol 57' | (1–0) Jegyzőkönyv |             |

| Millennium Stadion, Cardiff Játékvezető: Ravshan Ermatov (üzbég) |

| Csapat          | Helyezés |
| --------------- | -------- |
| Dél-Korea (KOR) |          |

## Műugrás
Férfi
| Versenyző | Versenyszám        | Selejtező | Selejtező | Elődöntő | Elődöntő | Döntő   | Döntő    |
| Versenyző | Versenyszám        | Pont      | Helyezés  | Pont     | Helyezés | Pont    | Helyezés |
| --------- | ------------------ | --------- | --------- | -------- | -------- | ------- | -------- |
| Pak Csiho | Egyéni toronyugrás | 370,50    | 26.       | kiesett  | kiesett  | kiesett | kiesett  |

Női
| Versenyző   | Versenyszám        | Selejtező | Selejtező | Elődöntő | Elődöntő | Döntő   | Döntő    |
| Versenyző   | Versenyszám        | Pont      | Helyezés  | Pont     | Helyezés | Pont    | Helyezés |
| ----------- | ------------------ | --------- | --------- | -------- | -------- | ------- | -------- |
| Kim Szudzsi | Egyéni toronyugrás | 215,75    | 26.       | kiesett  | kiesett  | kiesett | kiesett  |

## Ökölvívás
Férfi
| Versenyző      | Versenyszám | Selejtező                  | Nyolcaddöntő                           | Negyeddöntő                          | Elődöntő                         | Döntő                          | Helyezés |
| Versenyző      | Versenyszám | Ellenfél Eredmény          | Ellenfél Eredmény                      | Ellenfél Eredmény                    | Ellenfél Eredmény                | Ellenfél Eredmény              | Helyezés |
| -------------- | ----------- | -------------------------- | -------------------------------------- | ------------------------------------ | -------------------------------- | ------------------------------ | -------- |
| Szin Dzsonghun | Papírsúly   | erőnyerő                   | Alekszandar Alekszandrov (BUL) · 14–15 | kiesett                              | kiesett                          | kiesett                        | 9.       |
| Han Szuncshol  | Könnyűsúly  | Mohamed Eliwa (EGY) · 11–6 | Vazhen Szafarjanc (BLR) · 13+–13       | Fazliddin Gʻoibnazarov (UZB) · 16–13 | Evaldas Petrauskas (LTU) · 18–13 | Vaszil Lomacsenko (UKR) · 9–19 |          |

## Öttusa
| Versenyző      | Versenyszám | Vívás    | Vívás | Vívás   | Úszás   | Úszás | Úszás | Lovaglás | Lovaglás | Lovaglás | Lovaglás | Futás/Lövészet | Futás/Lövészet | Futás/Lövészet | Futás/Lövészet | Összesen    | Összesen |
| Versenyző      | Versenyszám | Eredmény | Pont  | Hely.   | Idő     | Pont  | Hely. | Idő      | Hibapont | Pont     | Hely.    | Lövőhiba       | Idő            | Pont           | Hely.          | Összes pont | Helyezés |
| -------------- | ----------- | -------- | ----- | ------- | ------- | ----- | ----- | -------- | -------- | -------- | -------- | -------------- | -------------- | -------------- | -------------- | ----------- | -------- |
| Csong Dzsinhva | Férfi       | 16–19    | 784   | 20.**** | 2:00,25 | 1360  | 4.    | 70,01    | 40       | 1160     | 9.       | 6              | 10:57,07       | 2372           | 19.            | 5676        | 11.      |
| Hvang Udzsin   | Férfi       | 14–21    | 736   | 29.***  | 2:01,14 | 1348  | 5.    | 146,83   | 364      | 736      | 34.      | 5              | 12:08,88       | 2088           | 35.            | 4908        | 34.      |
| Jang Szudzsin  | Női         | 14–21    | 736   | 28.**   | 2:17,93 | 1148  | 15.   | 65,98    | 80       | 1120     | 21.      | 1              | 12:40,71       | 1960           | 24.            | 4964        | 24.      |

** - két másik versenyzővel azonos eredményt ért el

*** - három másik versenyzővel azonos eredményt ért el

**** - négy másik versenyzővel azonos eredményt ért el

## Röplabda

### Női
| Dél-koreai női röplabdacsapat-játékoskeret                                  | Dél-koreai női röplabdacsapat-játékoskeret                                            |
| --------------------------------------------------------------------------- | ------------------------------------------------------------------------------------- |
| - Ha Dzsunim - Kim Szani - Kim Heran - Im Hjoszuk - Kim Jongjong - Han Jumi | - Han Szongi - Csong Dejong - Hvang Jondzsu - Jang Hjodzsin - Kim Hidzsin - I Szukcsa |

#### Eredmények
Csoportkör
B csoport
|                        |      | Mérkőzések | Mérkőzések | Szettek | Szettek | Szettek | Pontok | Pontok | Pontok |
| Csapat                 | Pont | Gy         | V          | Sz+     | Sz–     | SzA     | P+     | P–     | PA     |
| ---------------------- | ---- | ---------- | ---------- | ------- | ------- | ------- | ------ | ------ | ------ |
| Egyesült Államok (USA) | 15   | 5          | 0          | 12      | 2       | 6,000   | 349    | 285    | 1,225  |
| Kína (CHN)             | 9    | 3          | 2          | 11      | 10      | 1,100   | 363    | 356    | 1,020  |
| Dél-Korea (KOR)        | 8    | 2          | 3          | 11      | 10      | 1,100   | 344    | 340    | 1,012  |
| Brazília (BRA)         | 7    | 3          | 2          | 10      | 10      | 1,000   | 447    | 420    | 1,064  |
| Törökország (TUR)      | 6    | 2          | 3          | 9       | 8       | 1,125   | 374    | 366    | 1,022  |
| Szerbia (SRB)          | 0    | 0          | 5          | 2       | 15      | 0,133   | 297    | 407    | 0,730  |

| 2012. július 28. 20:00 (21:00) | Egyesült Államok (USA)                   | 3–1 | Dél-Korea (KOR) | Earls Court Exhibition Centre, London Játékvezető: Janpen Jirakakul (THA), Georgios Karampetsos (GRE) |
| 2012. július 28. 20:00 (21:00) | (25–19, 25–17, 20–25, 25–21) Jegyzőkönyv |     |                 | Earls Court Exhibition Centre, London Játékvezető: Janpen Jirakakul (THA), Georgios Karampetsos (GRE) |

| 2012. július 30. 11:30 (12:30) | Szerbia (SRB)                            | 1–3 | Dél-Korea (KOR) | Earls Court Exhibition Centre, London Nézőszám: 7500 Játékvezető: Brian McDougall (GBR), Simone Santi (ITA) |
| 2012. július 30. 11:30 (12:30) | (12–25, 16–25, 25–16, 21–25) Jegyzőkönyv |     |                 | Earls Court Exhibition Centre, London Nézőszám: 7500 Játékvezető: Brian McDougall (GBR), Simone Santi (ITA) |

| 2012. augusztus 1. 22:00 (23:00) | Brazília (BRA)                    | 0–3 | Dél-Korea (KOR) | Earls Court Exhibition Centre, London Nézőszám: 11 000 Játékvezető: Mitchell Davidson (CAN), Mitchell Salvatore (USA) |
| 2012. augusztus 1. 22:00 (23:00) | (23–25, 21–25, 21–25) Jegyzőkönyv |     |                 | Earls Court Exhibition Centre, London Nézőszám: 11 000 Játékvezető: Mitchell Davidson (CAN), Mitchell Salvatore (USA) |

| 2012. augusztus 3. 14:45 (15:45) | Törökország (TUR)                               | 3–2 | Dél-Korea (KOR) | Earls Court Exhibition Centre, London Nézőszám: 13 500 Játékvezető: Simone Santi (ITA), Brian McDougall (GBR) |
| 2012. augusztus 3. 14:45 (15:45) | (25–16, 21–25, 25–18, 19–25, 15–12) Jegyzőkönyv |     |                 | Earls Court Exhibition Centre, London Nézőszám: 13 500 Játékvezető: Simone Santi (ITA), Brian McDougall (GBR) |

| 2012. augusztus 5. 11:30 (12:30) | Kína (CHN)                                      | 3–2 | Dél-Korea (KOR) | Earls Court Exhibition Centre, London Nézőszám: 12 000 Játékvezető: Janpen Jirakul (THA), Frans Loderus (NED) |
| 2012. augusztus 5. 11:30 (12:30) | (28–26, 22–25, 25–19, 22–25, 15–10) Jegyzőkönyv |     |                 | Earls Court Exhibition Centre, London Nézőszám: 12 000 Játékvezető: Janpen Jirakul (THA), Frans Loderus (NED) |

Negyeddöntő
| 2012. augusztus 7. 21:00 (22:00) | Olaszország (ITA)                        | 1–3 | Dél-Korea (KOR) | Earls Court Exhibition Centre, London Nézőszám: 13 000 Játékvezető: Rolando Cholakian (ARG), Jose Mercado (PUR) |
| 2012. augusztus 7. 21:00 (22:00) | (25–18, 21–25, 20–25, 18–25) Jegyzőkönyv |     |                 | Earls Court Exhibition Centre, London Nézőszám: 13 000 Játékvezető: Rolando Cholakian (ARG), Jose Mercado (PUR) |

Elődöntő
| 2012. augusztus 9. 15:00 (16:00) | Dél-Korea (KOR)                   | 0–3 | Egyesült Államok (USA) | Earls Court Exhibition Centre, London Nézőszám: 14 000 Játékvezető: Rolando Cholakian (ARG), Brian McDougall (GBR) |
| 2012. augusztus 9. 15:00 (16:00) | (20–25, 22–25, 22–25) Jegyzőkönyv |     |                        | Earls Court Exhibition Centre, London Nézőszám: 14 000 Játékvezető: Rolando Cholakian (ARG), Brian McDougall (GBR) |

Bronzmérkőzés
| 2012. augusztus 11. 11:30 (12:30) | Japán (JPN)                       | 3–0 | Dél-Korea (KOR) | Earls Court Exhibition Centre, London Nézőszám: 13 500 Játékvezető: Susana Rodriguez (ESP), Jose Mercado (PUR) |
| 2012. augusztus 11. 11:30 (12:30) | (25–22, 26–24, 25–21) Jegyzőkönyv |     |                 | Earls Court Exhibition Centre, London Nézőszám: 13 500 Játékvezető: Susana Rodriguez (ESP), Jose Mercado (PUR) |

| Csapat          | Helyezés |
| --------------- | -------- |
| Dél-Korea (KOR) | 4.       |

## Sportlövészet
Férfi
| Versenyző      | Versenyszám           | Selejtező | Selejtező | Döntő   | Döntő    |
| Versenyző      | Versenyszám           | Pont      | Helyezés  | Pont    | Helyezés |
| -------------- | --------------------- | --------- | --------- | ------- | -------- |
| Csin Dzsongo   | Légpisztoly           | 588       | 1.        | 688,2   |          |
| Csin Dzsongo   | Szabadpisztoly        | 562       | 5.        | 662,0   |          |
| Cshö Jongre    | Szabadpisztoly        | 569       | 1.        | 661,5   |          |
| Cshö Jongre    | Légpisztoly           | 569       | 35.       | kiesett | kiesett  |
| Kim Deung      | Gyorstüzelő pisztoly  | 579       | 10.       | kiesett | kiesett  |
| Kim Dzsonghjon | Sportpuska, összetett | 1171      | 5.        | 1272,5  |          |
| Kim Dzsonghjon | Légpuska              | 593       | 17.       | kiesett | kiesett  |
| Han Dzsinszop  | Légpuska              | 590       | 32.       | kiesett | kiesett  |
| Han Dzsinszop  | Sportpuska, összetett | 1168      | 9.*       | kiesett | kiesett  |
| Han Dzsinszop  | Sportpuska, fekvő     | 595       | 5.**      | 698,2   | 6.       |
| Kim Hakman     | Sportpuska, fekvő     | 594       | 15.       | kiesett | kiesett  |
| Cso Jongszong  | Skeet                 | 109       | 35.       | kiesett | kiesett  |

Női
| Versenyző    | Versenyszám           | Selejtező | Selejtező | Döntő   | Döntő    |
| Versenyző    | Versenyszám           | Pont      | Helyezés  | Pont    | Helyezés |
| ------------ | --------------------- | --------- | --------- | ------- | -------- |
| Kim Gjonge   | Sportpisztoly         | 582       | 11.       | kiesett | kiesett  |
| Kim Dzsangmi | Sportpisztoly         | 591       | 1.        | 792,4   |          |
| Kim Dzsangmi | Légpisztoly           | 382       | 13.       | kiesett | kiesett  |
| Kim Bjonghi  | Légpisztoly           | 381       | 17.       | kiesett | kiesett  |
| Csong Mira   | Sportpuska, összetett | 581       | 17.       | kiesett | kiesett  |
| Csong Mira   | Légpuska              | 387       | 51.       | kiesett | kiesett  |
| Na Jungjong  | Légpuska              | 394       | 21.       | kiesett | kiesett  |
| Na Jungjong  | Sportpuska, összetett | 583       | 10.***    | kiesett | kiesett  |
| Kang Dzsiun  | Trap                  | 62        | 19.       | kiesett | kiesett  |

* - három másik versenyzővel azonos eredményt ért el, szétlövés után 48,1 ponttal a 2. helyen végzett

** - nyolc másik versenyzővel azonos eredményt ért el, szétlövés után 52,2 ponttal a 2. helyen végzett

*** - három másik versenyzővel azonos eredményt ért el, szétlövés után 46,9 ponttal a 4. helyen végzett

## Súlyemelés
Férfi
| Versenyző      | Versenyszám | Szakítás                 | Szakítás                 | Lökés                    | Lökés                    | Összesen | Helyezés |
| Versenyző      | Versenyszám | Eredmény                 | Helyezés                 | Eredmény                 | Helyezés                 | Összesen | Helyezés |
| -------------- | ----------- | ------------------------ | ------------------------ | ------------------------ | ------------------------ | -------- | -------- |
| Csi Hunmin     | 62 kg       | 130                      | 7.                       | érvényes kísérlet nélkül | érvényes kísérlet nélkül | kiesett  | kiesett  |
| Von Dzsongszik | 69 kg       | 144                      | 9.                       | 178                      | 6.                       | 322      | 7.       |
| Sza Csehjok    | 77 kg       | 158                      | 3.                       | érvényes kísérlet nélkül | érvényes kísérlet nélkül | kiesett  | kiesett  |
| Kim Mindzse    | 94 kg       | 185                      | 1.                       | 210                      | 8.                       | 395      | 8.       |
| Kim Hvaszung   | 105 kg      | érvényes kísérlet nélkül | érvényes kísérlet nélkül | kiesett                  | kiesett                  | kiesett  | kiesett  |
| Cson Szanggjun | +105 kg     | 190                      | 10.                      | 246                      | 2.                       | 436      | 4.       |

Női
| Versenyző   | Versenyszám | Szakítás                 | Szakítás                 | Lökés    | Lökés    | Összesen | Helyezés |
| Versenyző   | Versenyszám | Eredmény                 | Helyezés                 | Eredmény | Helyezés | Összesen | Helyezés |
| ----------- | ----------- | ------------------------ | ------------------------ | -------- | -------- | -------- | -------- |
| Jang Unhje  | 58 kg       | 87                       | 17.                      | 113      | 14.      | 200      | 14.      |
| Mun Jura    | 69 kg       | érvényes kísérlet nélkül | érvényes kísérlet nélkül | kiesett  | kiesett  | kiesett  | kiesett  |
| Im Dzsihje  | 75 kg       | 97                       | 9.                       | 126      | 10.      | 223      | 10.      |
| Csang Miran | +75 kg      | 125                      | 5.                       | 164      | 4.       | 289      | 4.       |

## Szinkronúszás
| Versenyző               | Versenyszám | Technikai gyakorlat | Technikai gyakorlat | Selejtező        | Selejtező        | Selejtező  | Selejtező  | Döntő            | Döntő            | Döntő      | Döntő      | Helyezés |
| Versenyző               | Versenyszám | Technikai gyakorlat | Technikai gyakorlat | Szabad gyakorlat | Szabad gyakorlat | Összesítés | Összesítés | Szabad gyakorlat | Szabad gyakorlat | Összesítés | Összesítés | Helyezés |
| Versenyző               | Versenyszám | Pont                | Hely.               | Pont             | Hely.            | Pont       | Hely.      | Pont             | Hely.            | Pont       | Hely.      | Helyezés |
| ----------------------- | ----------- | ------------------- | ------------------- | ---------------- | ---------------- | ---------- | ---------- | ---------------- | ---------------- | ---------- | ---------- | -------- |
| Pak Hjonha Pak Hjonszon | Páros       | 86,700              | 13.                 | 87,460           | 12.              | 174,160    | 12.        | 87,250           | 12.              | 173,950    | 12.        | 12.      |

## Taekwondo
Férfi
| Versenyző    | Versenyszám | Nyolcaddöntő                      | Negyeddöntő                        | Elődöntő                          | Vigaszág elődöntő | Bronz- mérkőzés   | Döntő                      | Helyezés |
| Versenyző    | Versenyszám | Ellenfél Eredmény                 | Ellenfél Eredmény                  | Ellenfél Eredmény                 | Ellenfél Eredmény | Ellenfél Eredmény | Ellenfél Eredmény          | Helyezés |
| ------------ | ----------- | --------------------------------- | ---------------------------------- | --------------------------------- | ----------------- | ----------------- | -------------------------- | -------- |
| I Dehun      | Légsúly     | Pen-Ek Karaket (THA) · 8–7 (h.h.) | Tamer Bayoumi (EGY) · 11–10 (h.h.) | Alekszej Gyenyiszenko (RUS) · 7–6 |                   |                   | Joel González (ESP) · 8–17 |          |
| Csha Dongmin | Nehézsúly   | Ivan Trajkovic (SLO) · 9–4        | Bahri Tanrıkulu (TUR) · 1–4        | kiesett                           |                   |                   |                            | 9.       |

Női
| Versenyző       | Versenyszám | Nyolcaddöntő                   | Negyeddöntő                      | Elődöntő                | Vigaszág elődöntő            | Bronz- mérkőzés                       | Döntő                  | Helyezés |
| Versenyző       | Versenyszám | Ellenfél Eredmény              | Ellenfél Eredmény                | Ellenfél Eredmény       | Ellenfél Eredmény            | Ellenfél Eredmény                     | Ellenfél Eredmény      | Helyezés |
| --------------- | ----------- | ------------------------------ | -------------------------------- | ----------------------- | ---------------------------- | ------------------------------------- | ---------------------- | -------- |
| Hvang Gjongszon | Váltósúly   | Ruth Gbagbi (CIV) · 4–1        | Helena Fromm (GER) · 8–4         | Franka Anić (SLO) · 7–0 |                              |                                       | Nur Tatar (TUR) · 12–5 |          |
| I Indzsong      | Nehézsúly   | Natália Falavigna (BRA) · 13–9 | Anne-Caroline Graffe (FRA) · 4–7 |                         | Natalya Mamatova (UZB) · 8–1 | Anasztaszija Barisnyikova (RUS) · 6–7 |                        | 5.       |

## Tollaslabda
| Versenyző                 | Versenyszám  | Csoportkör | Csoportkör | Nyolcaddöntő                                  | Negyeddöntő                                        | Elődöntő                                                  | Bronz- mérkőzés                                     | Döntő             | Helyezés |
| Versenyző                 | Versenyszám  | Ellenfél Eredmény | Hely.      | Ellenfél Eredmény                             | Ellenfél Eredmény                                  | Ellenfél Eredmény                                         | Ellenfél Eredmény                                   | Ellenfél Eredmény | Helyezés |
| ------------------------- | ------------ | --- | ---------- | --------------------------------------------- | -------------------------------------------------- | --------------------------------------------------------- | --------------------------------------------------- | ----------------- | -------- |
| I Hjonil                  | Férfi egyes  | J csoport · Rodrigo Pacheco (PER) · 21–12, 21–7 | 1.         | Jan Østergaard Jørgensen (DEN) · 21–17, 21–13 | Chen Jin (CHN) · 21–15, 21–16                      | Lin Dan (CHN) · 12–21, 10–21                              | Chen Long (CHN) · 12–21, 21–15, 15–21               |                   | 4.       |
| Szon Vanho                | Férfi egyes  | H csoport · Vlagyimir Ivanov (RUS) · 21–15, 21–19 · Hsu Jen-hao (TPE) · 21–14, 21–10 | 1.         | Peter Gade (DEN) · 9–21, 16–21                | kiesett                                            | kiesett                                                   | kiesett                                             | kiesett           | 9.       |
| Csong Dzseszong I Jongde  | Férfi páros  | D csoport · Egyesült Államok (USA) · Howard Bach · Tony Gunawan · 21–14, 21–19 · Japán (JPN) · Kavamae Naoki · Szató Sódzsi · 21–16, 21–15 · Malajzia (MAS) · Koo Kien Keat · Tan Boon Heong · 21–16, 21–11                                 | 1.         |                                               | Muhammad Ahsan · Bona Septano (INA) · 21–12, 21–16 | Mathias Boe · Carsten Mogensen (DEN) · 21–17, 18–21 20–22 | Koo Kien Keat · Tan Boon Heong (MAS) · 23–21, 21–10 |                   |          |
| Ko Szonghjon Ju Jonszong  | Férfi páros  | B csoport · Lengyelország (POL) · Adam Cwalina · Michał Łogosz · 17–21, 21–7, 21–13 · Thaiföld (THA) · Bodin Isara · Maneepong Jongjit · 15–21, 14–21 · Indonézia (INA) · Muhammad Ahsan / · Bona Septano · 22–24, 12–21                    | 3.         |                                               | kiesett                                            | kiesett                                                   | kiesett                                             | kiesett           | 9.       |
| Pe Jondzsu                | Női egyes    | B csoport · Tee Jing Yi (MAS) · 16–21, 21–15, 21–12 · Agnese Allegrini (ITA) · 21–11, 21–15 | 1.         | Wang Yihan (CHN) · 21–15, 14–21, 14–21        | kiesett                                            | kiesett                                                   | kiesett                                             | kiesett           | 9.       |
| Szong Dzsihjon            | Női egyes    | J csoport · Sara Blengsli Kværnø (NOR) · 21–8, 21–5 · Yip Pui Yin (HKG) · 18–21, 21–23 | 2.         | kiesett                                       | kiesett                                            | kiesett                                                   | kiesett                                             | kiesett           | 17.      |
| Ha Dzsongun Kim Mindzsong | Női páros    | C csoport · Ausztrália (AUS) · Leanne Choo · Renuga Veeran · 21–7, 21–19 · Dél-afrikai Köztársaság (RSA) · Michelle Claire Edwards · Annari Viljoen · 21–8, 21–7 · Indonézia (INA) · Meiliana Jauhari · Greysia Polii · 18–21, 21–14, 21–12 | 1.         |                                               | kizárták                                           | kizárták                                                  | kizárták                                            | kizárták          | kizárták |
| Csong Gjongun Kim Hana    | Női páros    | A csoport · Kanada (CAN) · Alexandra Bruce · Michelle Li · 21–5, 21–11 · Oroszország (RUS) · Valerija Szorokina · Nyina Viszlova · 23–21, 21–18 · Kína (CHN) · Wang Xiaoli · Jü Jang · 21–14, 21–11                                         | 1.         |                                               | kizárták                                           | kizárták                                                  | kizárták                                            | kizárták          | kizárták |
| I Jongde Ha Dzsongun      | Vegyes páros | C csoport · Indonézia (INA) · Tantowi Ahmad · Lilyana Natsir · 19–21, 12–21 · Dánia (DEN) · Thomas Laybourn · Kamilla Rytter Juhl · 15–21, 12–21 · India (IND) · Valijávíti Didzsu · Dzsvála Gutta · 21–15, 21–15                           | 3.         |                                               | kiesett                                            | kiesett                                                   | kiesett                                             | kiesett           | 8.       |

## Torna
Férfi
| Versenyző                                                  | Versenyszám      | Selejtező | Selejtező | Döntő    | Döntő    |
| Versenyző                                                  | Versenyszám      | Pontszám  | Helyezés  | Pontszám | Helyezés |
| ---------------------------------------------------------- | ---------------- | --------- | --------- | -------- | -------- |
| Kim Szumjon                                                | Talaj            | 14,766    | 27.       | kiesett  | kiesett  |
| Kim Szumjon                                                | Ugrás            | 14,412    | 16.       | kiesett  | kiesett  |
| Kim Szumjon                                                | Korlát           | 14,700    | 33.       | kiesett  | kiesett  |
| Kim Szumjon                                                | Nyújtó           | 13,933    | 45.       | kiesett  | kiesett  |
| Kim Szumjon                                                | Gyűrű            | 13,833    | 59.       | kiesett  | kiesett  |
| Kim Szumjon                                                | Lólengés         | 13,433    | 43.       | kiesett  | kiesett  |
| Kim Szumjon                                                | Egyéni összetett | 86,331    | 23.       | 85,773   | 20.      |
| Jang Hakszon                                               | Talaj            | 14,066    | 49.       | kiesett  | kiesett  |
| Jang Hakszon                                               | Ugrás            | 16,333    | 2.        | 16,533   |          |
| Jang Hakszon                                               | Korlát           | 11,966    | 70.       | kiesett  | kiesett  |
| Jang Hakszon                                               | Nyújtó           | 11,233    | 68.       | kiesett  | kiesett  |
| Jang Hakszon                                               | Gyűrű            | 13,933    | 57.       | kiesett  | kiesett  |
| Kim Dzsihun                                                | Talaj            | 12,900    | 69.       | kiesett  | kiesett  |
| Kim Dzsihun                                                | Nyújtó           | 15,500    | 8.        | 15,133   | 8.       |
| Kim Dzsihun                                                | Lólengés         | 13,100    | 49.       | kiesett  | kiesett  |
| Kim Hihun                                                  | Talaj            | 12,933    | 67.       | kiesett  | kiesett  |
| Kim Hihun                                                  | Korlát           | 13,700    | 58.       | kiesett  | kiesett  |
| Kim Hihun                                                  | Gyűrű            | 14,166    | 48.       | kiesett  | kiesett  |
| Kim Hihun                                                  | Lólengés         | 12,100    | 66.       | kiesett  | kiesett  |
| Kim Szungil                                                | Korlát           | 14,033    | 52.       | kiesett  | kiesett  |
| Kim Szungil                                                | Nyújtó           | 13,233    | 62.       | kiesett  | kiesett  |
| Kim Szungil                                                | Gyűrű            | 12,666    | 68.       | kiesett  | kiesett  |
| Kim Szungil                                                | Lólengés         | 12,133    | 64.       | kiesett  | kiesett  |
| Kim Hihun Kim Dzsihun Kim Szungil Kim Szumjon Jang Hakszon | Csapat összetett | 255,327   | 12.       | kiesett  | kiesett  |

Női
| Versenyző | Versenyszám      | Selejtező | Selejtező | Döntő    | Döntő    |
| Versenyző | Versenyszám      | Pontszám  | Helyezés  | Pontszám | Helyezés |
| --------- | ---------------- | --------- | --------- | -------- | -------- |
| Ho Szonmi | Talaj            | 13,233    | 49.       | kiesett  | kiesett  |
| Ho Szonmi | Ugrás            | 13,800    | 45.       | kiesett  | kiesett  |
| Ho Szonmi | Felemás korlát   | 12,166    | 69.       | kiesett  | kiesett  |
| Ho Szonmi | Gerenda          | 11,400    | 76.       | kiesett  | kiesett  |
| Ho Szonmi | Egyéni összetett | 50,599    | 48.       | kiesett  | kiesett  |

### Ritmikus gimnasztika
| Versenyző    | Versenyszám | Selejtező | Selejtező | Selejtező | Selejtező | Selejtező | Selejtező | Selejtező | Selejtező | Selejtező | Selejtező | Döntő  | Döntő  | Döntő  | Döntő | Döntő    | Döntő    | Döntő  | Döntő  | Döntő    | Döntő    | Helyezés |
| Versenyző    | Versenyszám | Karika    | Karika    | Labda     | Labda     | Buzogány  | Buzogány  | Szalag    | Szalag    | Összesen  | Összesen  | Karika | Karika | Labda  | Labda | Buzogány | Buzogány | Szalag | Szalag | Összesen | Összesen | Helyezés |
| Versenyző    | Versenyszám | Pont      | Hely.     | Pont      | Hely.     | Pont      | Hely.     | Pont      | Hely.     | Pont      | Hely.     | Pont   | Hely.  | Pont   | Hely. | Pont     | Hely.    | Pont   | Hely.  | Pont     | Hely.    | Helyezés |
| ------------ | ----------- | --------- | --------- | --------- | --------- | --------- | --------- | --------- | --------- | --------- | --------- | ------ | ------ | ------ | ----- | -------- | -------- | ------ | ------ | -------- | -------- | -------- |
| Szon Jondzse | Egyéni      | 28,075    | 3.        | 27,825    | 6.        | 26,350    | 18.       | 28,050    | 5.        | 110,300   | 6.        | 28,050 | 4.     | 28,325 | 3.    | 26,750   | 9.       | 28,350 | 3.     | 111,475  | 5.       | 5.       |

## Triatlon
| Versenyző | Versenyszám | 1,5 km úszás | Depózás 1 | 40 km kerékpározás | Depózás 2 | 10 km futás | Összesítés | Összesítés |
| Versenyző | Versenyszám | Idő          | Idő       | Idő                | Idő       | Idő         | Idő        | Helyezés   |
| --------- | ----------- | ------------ | --------- | ------------------ | --------- | ----------- | ---------- | ---------- |
| Ho Minho  | Férfi       | 18:02        | 0:38      | 59:46              | 0:28      | 35:36       | 1:54:30    | 54.        |

## Úszás
Férfi
| Versenyző      | Versenyszám    | Előfutam | Előfutam | Előfutam | Elődöntő | Elődöntő | Elődöntő | Döntő    | Döntő    |
| Versenyző      | Versenyszám    | Idő      | Hely.    | Össz.    | Idő      | Hely.    | Össz.    | Idő      | Helyezés |
| -------------- | -------------- | -------- | -------- | -------- | -------- | -------- | -------- | -------- | -------- |
| Pak Thehvan    | 200 m gyors    | 1:46,79  | 2.       | 5.       | 1:46,02  | 3.       | 3.       | 1:44,93  | *        |
| Pak Thehvan    | 400 m gyors    | 3:46,68  | 1.       | 4.       |          |          |          | 3:42,06  |          |
| Pak Thehvan    | 1500 m gyors   | 14:56,89 | 2.       | 6.       |          |          |          | 14:50,61 | 4.       |
| Pak Szongvan   | 100 m hát      | 55,51    | 5.       | 36.      | kiesett  | kiesett  | kiesett  | kiesett  | kiesett  |
| Pak Hjongdzsu  | 200 m hát      | 2:01,50  | 8.       | 32.      | kiesett  | kiesett  | kiesett  | kiesett  | kiesett  |
| Cshö Kjuung    | 200 m mell     | 2:13,57  | 7.       | 25.      | kiesett  | kiesett  | kiesett  | kiesett  | kiesett  |
| Csang Gjucshol | 100 m pillangó | 52,69    | 5.       | 26.      | kiesett  | kiesett  | kiesett  | kiesett  | kiesett  |
| Csong Vonjong  | 200 m vegyes   | 2:03,33  | 1.       | 32.      | kiesett  | kiesett  | kiesett  | kiesett  | kiesett  |
| Csong Vonjong  | 400 m vegyes   | 4:23,12  | 5.       | 28.      |          |          |          | kiesett  | kiesett  |

Női
| Versenyző    | Versenyszám    | Előfutam | Előfutam | Előfutam | Elődöntő | Elődöntő | Elődöntő | Döntő   | Döntő    |
| Versenyző    | Versenyszám    | Idő      | Hely.    | Össz.    | Idő      | Hely.    | Össz.    | Idő     | Helyezés |
| ------------ | -------------- | -------- | -------- | -------- | -------- | -------- | -------- | ------- | -------- |
| Pek Ildzsu   | 200 m gyors    | 2:04,32  | 3.       | 33.      | kiesett  | kiesett  | kiesett  | kiesett | kiesett  |
| Kim Gaul     | 400 m gyors    | 4:43,46  | 8.       | 34.      |          |          |          | kiesett | kiesett  |
| Han Nakjong  | 800 m gyors    | 8:57,26  | 8.       | 32.      |          |          |          | kiesett | kiesett  |
| Ham Cshanmi  | 200 m hát      | 2:15,30  | 3.       | 31.      | kiesett  | kiesett  | kiesett  | kiesett | kiesett  |
| Kim Hjedzsin | 100 m mell     | 1:09,79  | 7.       | 33.      | kiesett  | kiesett  | kiesett  | kiesett | kiesett  |
| Pek Szujon   | 200 m mell     | 2:25,76  | 2.*      | 7.*      | 2:24,67  | 5.       | 9.       | kiesett | kiesett  |
| Csong Dare   | 200 m mell     | 2:26,83  | 4.*      | 14.*     | 2:28,74  | 8.       | 16.      | kiesett | kiesett  |
| Cshö Hjera   | 200 m pillangó | 2:08,45  | 4.       | 10.      | 2:08,32  | 7.       | 14.      | kiesett | kiesett  |
| Cshö Hjera   | 200 m vegyes   | 2:14,91  | 6.       | 23.      | kiesett  | kiesett  | kiesett  | kiesett | kiesett  |
| Kim Szojong  | 400 m vegyes   | 4:43,99  | 1.       | 17.      |          |          |          | kiesett | kiesett  |

* - egy másik versenyzővel azonos eredményt ért el

## Vitorlázás
Férfi
| Versenyző             | Versenyszám     | Futam | Futam | Futam | Futam | Futam | Futam | Futam | Futam | Futam | Futam | Futam   | Pontszám | Helyezés |
| Versenyző             | Versenyszám     | 1     | 2     | 3     | 4     | 5     | 6     | 7     | 8     | 9     | 10    | É       | Pontszám | Helyezés |
| --------------------- | --------------- | ----- | ----- | ----- | ----- | ----- | ----- | ----- | ----- | ----- | ----- | ------- | -------- | -------- |
| I Thehun              | Szörfvitorlázás | 8     | 6     | 21    | 17    | 25    | 9     | 21    | 13    | (31)  | 19    | kiesett | 139      | 15.      |
| Ha Dzsimin            | Laser           | 8     | 9     | 15    | 14    | 36    | (50*) | 50**  | 28    | 12    | 17    | kiesett | 188      | 24.      |
| Pak Konu Cso Szongmin | 470-es osztály  | 23    | 14    | 15    | 24    | 20    | (25)  | 20    | 8     | 24    | 21    | kiesett | 169      | 22.      |

* - nem ért célba

** - kizárták

## Vívás
Férfi
| Versenyző                                   | Versenyszám       | Selejtező         | 32-es főtábla                | Nyolcaddöntő                    | Negyeddöntő                                                                                | Elődöntő                                                                     | Bronz- mérkőzés              | Döntő                                                                          | Helyezés |
| Versenyző                                   | Versenyszám       | Ellenfél Eredmény | Ellenfél Eredmény            | Ellenfél Eredmény               | Ellenfél Eredmény                                                                          | Ellenfél Eredmény                                                            | Ellenfél Eredmény            | Ellenfél Eredmény                                                              | Helyezés |
| ------------------------------------------- | ----------------- | ----------------- | ---------------------------- | ------------------------------- | ------------------------------------------------------------------------------------------ | ---------------------------------------------------------------------------- | ---------------------------- | ------------------------------------------------------------------------------ | -------- |
| Cshö Bjongcshol                             | Tőr, egyéni       | erőnyerő          | Csu Csün (CHN) · 15–13       | Erwann Le Péchoux (FRA) · 15–13 | Ma Jianfei (CHN) · 15–13                                                                   | Alá ed-Dín Abu el-Kászem (EGY) · 12–15                                       | Andrea Baldini (ITA) · 15–14 |                                                                                |          |
| Csong Dzsinszon                             | Párbajtőr, egyéni |                   | Pavel Szuhov (RUS) · 15–11   | Elmir Alimzsanov (KAZ) · 15–8   | Jörg Fiedler (GER) · 15–11                                                                 | Bartosz Piasecki (NOR) · 13–15                                               | Seth Kelsey (USA) · 12–11    |                                                                                |          |
| Pak Kjongdu                                 | Párbajtőr, egyéni |                   | Ruslan Kudayev (UZB) · 9–15  | kiesett                         | kiesett                                                                                    | kiesett                                                                      | kiesett                      | kiesett                                                                        | 17.      |
| Von Ujong                                   | Kard, egyéni      | erőnyerő          | Wang Jingzhi (CHN) · 15–6    | Nyikolaj Kovaljov (RUS) · 11–15 | kiesett                                                                                    | kiesett                                                                      | kiesett                      | kiesett                                                                        | 12.      |
| Ku Bongil                                   | Kard, egyéni      | erőnyerő          | Florin Zalomir (ROU) · 15–12 | Max Hartung (GER) · 14–15       | kiesett                                                                                    | kiesett                                                                      | kiesett                      | kiesett                                                                        | 10.      |
| Kim Dzsonghvan                              | Kard, egyéni      | erőnyerő          | Zhong Man (CHN) · 14–15      | kiesett                         | kiesett                                                                                    | kiesett                                                                      | kiesett                      | kiesett                                                                        | 19.      |
| Ku Bongil Kim Dzsonghvan O Unszok Von Ujong | Kard, csapat      |                   |                              |                                 | Németország (GER) · Max Hartung · Björn Hübner · Nicolas Limbach · Benedikt Wagner · 45–38 | Olaszország (ITA) · Aldo Montano · Diego Occhiuzzi · Luigi Tarantino · 45–37 |                              | Románia (ROU) · Rareș Dumitrescu · Florin Zalomir · Tiberiu Dolniceanu · 45–26 |          |

Női
| Versenyző                                           | Versenyszám       | Selejtező         | 32-es főtábla                         | Nyolcaddöntő                 | Negyeddöntő                                                                 | Elődöntő                                                                               | Bronz- mérkőzés                                                                                | Döntő                                            | Helyezés |
| Versenyző                                           | Versenyszám       | Ellenfél Eredmény | Ellenfél Eredmény                     | Ellenfél Eredmény            | Ellenfél Eredmény                                                           | Ellenfél Eredmény                                                                      | Ellenfél Eredmény                                                                              | Ellenfél Eredmény                                | Helyezés |
| --------------------------------------------------- | ----------------- | ----------------- | ------------------------------------- | ---------------------------- | --------------------------------------------------------------------------- | -------------------------------------------------------------------------------------- | ---------------------------------------------------------------------------------------------- | ------------------------------------------------ | -------- |
| Nam Hjonhi                                          | Tőr, egyéni       | erőnyerő          | Olha Lelejko (UKR) · 15–9             | Mohamed Aida (HUN) · 8–7     | Ikehata Kanae (JPN) · 15–6                                                  | Elisa Di Francisca (ITA) · 10–11                                                       | Valentina Vezzali (ITA) · 12–13                                                                |                                                  | 4.       |
| Csong Girok                                         | Tőr, egyéni       | erőnyerő          | Aida Sanajeva (RUS) · 15–14           | Lee Kiefer (USA) · 13–15     | kiesett                                                                     | kiesett                                                                                | kiesett                                                                                        | kiesett                                          | 15.      |
| Cson Hiszuk                                         | Tőr, egyéni       | erőnyerő          | Szugavara Csieko (JPN) · 13–15        | kiesett                      | kiesett                                                                     | kiesett                                                                                | kiesett                                                                                        | kiesett                                          | 20.      |
| Szin Aram                                           | Párbajtőr, egyéni | erőnyerő          | Sherraine Schalm-MacKay (CAN) · 15–12 | Monika Sozanska (GER) · 14–9 | Anca Măroiu (ROU) · 15–14                                                   | Britta Heidemann (GER) · 5–6 (h.u.)                                                    | Sun Yujie (CHN) · 11–15                                                                        |                                                  | 4.       |
| Cshö Indzsong                                       | Párbajtőr, egyéni | erőnyerő          | Szász Emese (HUN) · 15–12             | Sarra Besbes (TUN) · 11–12   | kiesett                                                                     | kiesett                                                                                | kiesett                                                                                        | kiesett                                          | 12.      |
| Csong Hjodzsong                                     | Párbajtőr, egyéni | erőnyerő          | Anna Szivkova (RUS) · 12–15           | kiesett                      | kiesett                                                                     | kiesett                                                                                | kiesett                                                                                        | kiesett                                          | 19.      |
| Kim Dzsijon                                         | Kard, egyéni      |                   | Úrsula González (MEX) · 15–3          | Gioia Marzocca (ITA) · 15–7  | Vaszilikí Vujúka (GRE) · 15–12                                              | Mariel Zagunis (USA) · 15–13                                                           |                                                                                                | Szofja Velikaja (RUS) · 15–9                     |          |
| I Radzsin                                           | Kard, egyéni      |                   | Alejandra Benitez (VEN) · 9–15        | kiesett                      | kiesett                                                                     | kiesett                                                                                | kiesett                                                                                        | kiesett                                          | 18.      |
| Nam Hjonhi Cson Hiszuk O Hana Csong Girok           | Tőr, csapat       |                   |                                       |                              | Egyesült Államok (USA) · Lee Kiefer · Nicole Ross · Nzingha Prescod · 45–31 | Oroszország (RUS) · Inna Gyeriglazova · Larisza Korobejnyikova · Aida Sanajeva · 32–44 | Franciaország (FRA) · Astrid Guyart · Corinne Maîtrejean · Ysaora Thibus · Anita Blaze · 45–32 |                                                  |          |
| Szin Aram Cshö Indzsong Cshö Unszuk Csong Hjodzsong | Párbajtőr, csapat |                   |                                       |                              | Románia (ROU) · Ana Brânză · Simona Gherman · Anca Măroiu · 45–38           | Egyesült Államok (USA) · Maya Lawrence · Susie Scanlan · Courtney Hurley · 45–36       |                                                                                                | Kína (CHN) · Xu Anqi · Sun Yujie · Li Na · 25–39 |          |